# Kantuan
Kantuan (kinesiska: 阚疃) är en köping i östra Kina. Den ligger i Lixin härad i staden Bozhou i provinsen Anhui,  omkring 160 kilometer nordväst om provinshuvudstaden Hefei. Antalet invånare är 65851. Befolkningen består av 35 028 kvinnor och 30 823 män. Barn under 15 år utgör 25,0 %, vuxna 15-64 år 63 %, och äldre över 65 år 10,0 %.